# Borsuk–Ulam-tétel
A Borsuk–Ulam-tétel azt állítja, hogy minden 
{\displaystyle \mathbb {S} ^{n}}-t {\displaystyle \mathbb {R} ^{n}}-be képező folytonos vektormezőhöz van két átellenes pont, amit a vektormező ugyanarra a vektorra képez. Stanisław Ulam sejtését Karol Borsuk látta be 1933-ban.
Speciálisan, az n=2 esetét is nevezik Borsuk–Ulam-tételnek. Ezt az esetet azzal szokás szemléltetni, hogy mindig van a Földön két átellenes pont, ahol a hőmérséklet és a légnyomás is megegyezik.

## Következményei
- {\displaystyle \mathbb {S} ^{n}} nem képezhető le homeomorf módon {\displaystyle \mathbb {R} ^{n}} egy részhalmazába sem.
- A sonkásszendvicstétel: adva legyen {\displaystyle \mathbb {R} ^{n}}-ben n test, amik minden irányban elfelezhetők hipersíkkal. Ekkor van egy hipersík, ami mindegyiket felezi.
- Lusternik–Schnirelmann-tétel: akárhogy is fedjük le {\displaystyle \mathbb {S} ^{n}}-t n+1 nyílt halmazzal, mindig lesz köztük olyan, ami tartalmaz átellenes pontpárokat.

## Bizonyítás
Tegyük fel indirekt, hogy egy f(v) függvényre nem igaz a tétel, tehát előállítható a {\displaystyle \mathrm {g(x)} ={\frac {\mathrm {f(x)} -\mathrm {f(-x)} }{||\mathrm {f(x)} -\mathrm {f(-x)||} }}} egységvektormező. Ez egy páratlan függvény. Kiterjed a peremre, ezért körülfordulási száma nulla, de mivel páratlan, ezért a körülfordulási száma sem lehet páros, ez pedig ellentmondás.